# OWL
OWL es el acrónimo del inglés Web Ontology Language, un lenguaje de marcado para publicar y compartir datos usando ontologías en la WWW. OWL tiene como objetivo facilitar un modelo de marcado construido sobre RDF y codificado en XML.
Tiene como antecedente DAML+OIL, en los cuales se inspiraron los creadores de OWL para crear el lenguaje. Junto al entorno RDF y otros componentes, estas herramientas hacen posible el proyecto de web semántica.

## Variantes
Actualmente, OWL tiene tres variantes:
- OWL Lite
- OWL DL
- OWL Full

Estas variantes incorporan diferentes funcionalidades, y en general, OWL Lite es más sencillo que OWL DL, y OWL DL es más sencillo que OWL Full. OWL Lite y OWL DL está construido de tal forma que toda sentencia pueda ser resuelta en tiempo finito, la versión más completa de OWL Full puede contener 'bucles' infinitos.
OWL DL se basa en la lógica descriptiva {\displaystyle {\mathcal {SHOIN}}(D)}.
El subconjunto OWL Lite se basa en la lógica menos expresiva {\displaystyle {\mathcal {SHIF}}(D)}.

## Sobre el acrónimo
Aunque el acrónimo correcto para Web Ontology Language debería ser WOL en lugar de OWL. OWL fue  propuesto como un acrónimo que fuese fácilmente pronunciable en inglés, facilitase buenos logos y se relacione con el prestigioso proyecto de representación del conocimiento de los años setenta de Bill Martin One World Language.